# Plecia brazilana
Plecia brazilana är en tvåvingeart som beskrevs av Hardy 1942. Plecia brazilana ingår i släktet Plecia och familjen hårmyggor. Inga underarter finns listade i Catalogue of Life.